# Pablo Ganet
Pablo Ganet Cómitre, né le 4 novembre 1994 à Malaga (Espagne), est un footballeur international équatoguinéen, qui évolue au poste de milieu de terrain au sein du club espagnol du Real Murcia.

## Biographie

### En sélection nationale
Il joue son premier match en équipe de Guinée équatoriale le 7 janvier 2015, en amical contre le Cap-Vert (score : 1-1). Il participe ensuite à la Coupe d'Afrique des nations 2015 organisée dans le pays de ses ancêtres. Lors de cette compétition, il ne joue qu'un seul match, face au Congo (score : 1-1). La Guinée équatoriale se classe quatrième de ce tournoi, en étant battue par la République démocratique du Congo lors de la "petite finale", après une séance de tirs au but, avec Pablo Ganet sur le banc.
Il inscrit son premier but en équipe nationale le 22 mars 2019, contre le Soudan. Ce match gagné 1-4 rentre dans le cadre des éliminatoires de la Coupe d'Afrique des nations 2019. Le 13 octobre 2019, il marque son deuxième but, en amical contre le Togo (score : 1-1). Il inscrit son troisième but le 13 novembre 2021, contre la Tunisie, lors des éliminatoires du mondial 2022, permettant à son équipe de l'emporter 1-0.
Le 27 décembre 2021, il est retenu par le sélectionneur Juan Micha afin de participer à la Coupe d'Afrique des nations 2021 organisée au Cameroun. En décembre 2023, il est retenu dans la liste des vingt-sept joueurs équatoguinéens par Juan Micha pour disputer la Coupe d'Afrique des nations 2023.

## Palmarès
- Champion du Maroc en 2018 avec l'Ittihad de Tanger